# أمبروزينة
الأمبروزينة (الاسم العلمي: Ambrosiinae) هي تحت قبيلة من النباتات تتبع الفصيلة النجمية من رتبة النجميات.

## أجناس الأمبروزينة
- الأمبروزية